# LIVE LIVE LIVE TOKYO DOME 1993-1996
『LIVE LIVE LIVE TOKYO DOME 1993-1996』（ライブ・ライブ・ライブ・トウキョウ・ドーム）は、ロック・バンドのX JAPANが1997年10月15日にリリースした2枚組のライブ・アルバム。1993年から1996年までの東京ドーム公演の中から選ばれたライブ音源をまとめた。
X JAPANが解散を発表してから発売されたライブ・アルバムであるため、解散決定後に企画されたものであると思われがちであるが、実際にはToshlの脱退や解散決定がなされる前から発売されることが決まっており、1997年初頭から編集作業が行われていた。その最中の1997年4月にToshlが脱退したのちもこのアルバムの編集作業をしていたYOSHIKIは、収録されているToshlの声を聴くことに耐え難くなり、1997年6月頃にX JAPANの解散を決意したという。

## 収録曲
| #         | タイトル                              | 作詞  | 作曲・編曲 | 時間 |
| --------- | ------------------------------------- | ----- | ---------- | ---- |
| 1.        | 「PROLOGUE」(1993.12.31)              |       |            | 2:54 |
| 2.        | 「BLUE BLOOD」(1993.12.31)            |       |            | 4:23 |
| 3.        | 「SADISTIC DESIRE」(1993.12.31)       |       |            | 5:28 |
| 4.        | 「WEEK END」(1995.12.31)              |       |            | 5:58 |
| 5.        | 「ROSE OF PAIN ACOUSTIC」(1994.12.31) |       |            | 3:41 |
| 6.        | 「TEARS ACOUSTIC」(1995.12.30)        |       |            | 7:28 |
| 7.        | 「STANDING SEX」(1993.12.31)          |       |            | 4:44 |
| 8.        | 「COUNT DOWN 〜 X」(1993.12.31)       |       |            | 7:18 |
| 9.        | 「ENDLESS RAIN」(1993.12.31)          |       |            | 9:28 |
| 合計時間: | 合計時間:                             | 51:22 |            |      |

| #         | タイトル                              | 作詞  | 作曲・編曲 | 時間 |
| --------- | ------------------------------------- | ----- | ---------- | ---- |
| 1.        | 「AMETHYST」(1996.12.31)              |       |            | 6:19 |
| 2.        | 「RUSTY NAIL」(1996.12.31)            |       |            | 5:33 |
| 3.        | 「DAHLIA」(1996.12.31)                |       |            | 8:09 |
| 4.        | 「CRUCIFY MY LOVE」(1996.12.31)       |       |            | 4:42 |
| 5.        | 「SCARS」(1996.12.31)                 |       |            | 7:28 |
| 6.        | 「WHITE POEM I」(1996.12.31)          |       |            | 6:19 |
| 7.        | 「DRAIN」(1996.12.31)                 |       |            | 4:20 |
| 8.        | 「SAY ANYTHING ACOUSTIC」(1995.12.31) |       |            | 2:56 |
| 9.        | 「TEARS」(1993.12.31)                 |       |            | 7:58 |
| 10.       | 「FOREVER LOVE」(1996.12.31)          |       |            | 8:10 |
| 合計時間: | 合計時間:                             | 61:54 |            |      |